# You Sheng Chen
You Sheng Chen ( n. 1965 ) es un botánico chino, que ha trabajado extensamente en el "Instituto de Botánica", de la Academia China de las Ciencias.
- La abreviatura «Y.S.Chen» se emplea para indicar a You Sheng Chen como autoridad en la descripción y clasificación científica de los vegetales.[1]